# Roskilde Festival Højskole
Roskilde Festival Højskole (RoFH) er en almen folkehøjskole på Musicon i Roskilde.

## Historik
Ideen om Roskilde Festival Højskole opstod i 2004 under et seminar på spillestedet Gimle, hvor man havde fokus på udviklingen af en ny bydel omkring den tidligere betonindustrifabrik Unicon.
I 2005 samledes en komité bestående af repræsentanter fra festival, Roskilde og højskole for at forberede grundlaget. I 2008 donerede Foreningen Roskilde Festival de første midler til højskolen, og i juni 2009 ansættes Jesper Øland som højskolens første forstander til at skabe skolens faglige og værdimæssige fundament samt rejse lokal opbakning og tilvejebringe den nødvendige finansielle støtte til byggeriet.
Den 27. marts 2017 blev første spadestik til Roskilde Festival Højskole taget ved kulturminister, Mette Bock og borgmester i Roskilde, Joy Mogensen. Roskilde Festival Højskole åbnede den 6. januar 2019. Første årgang talte 70 elever i alderen 18 til 30 år. Den officielle indvielse fandt sted 22. februar 2019. I denne anledning skrev det danske rock band Nephew en ny version af 'At dø er at rejse' som højskolens officielle indvielsessang.

## Bygninger og arkitektur
I 2010 blev der skabt usikkerhed om hvorvidt højskolen kunne skaffe opbakning til opførsel på Musicon, men højskolen besluttede alligevel at involverede sig i en større europæisk arkitektkonkurrence sammen med Danmarks Rockmuseum og Roskilde Festival . I 2011 faldt valget på arkitekterne MVRDV fra Rotterdam og københavnske Cobe på en arkitektonisk vision om at bevare områdets industrielle spor ved at genanvende de eksisterende produktionshaller.
Højskolen er på ca. 5.200 kvadratmeter fordelt på 2.600 kvadratmeter elev- og lærerboliger og 2.600 kvadratmeter undervisnings- og kostskolefaciliteter og bygges i og omkring en tidligere betonproduktionsfabrik i den kreative bydel Musicon i Roskilde. Musicon ligger ca. 2 km. fra Roskildes historiske centrum og knap 1 km fra festivalpladsen.

## Bidragsydere
Det samlede budget for etableringen af RoFH beløber sig til ca. 160 millioner kroner, hvoraf Foreningen Roskilde Festival bidrager med 34,5 mio. dkr., Roskilde Kommune 53,5 mio. dkr., Realdania 50 mio. dkr. og A.P. Møller Fonden med 20 mio. dkr. Hertil kommer bevillinger fra Knud Højgaards Fond på 1 mio. dkr. samt øremærkede midler til udstyr og inventar fra Tuborgfondet på henholdsvis 1 mio. dkr. til skolens foredragssal og tre faglokaler indenfor disciplinerne Frivilligledelse, NGO/aktivisme og journalistik.

## Formål og fag
I højskolens vedtægter hedder det: "Roskilde Festival Højskole vil med skolens fag og i skolens dagligdag skabe rum til fordybelse og inspirere mennesker til at handle og til at virkeliggøre ideer og drømme sammen med andre".
Med afsæt i Roskilde Festivals fokus på musik, kunst og forandring, udbyder Roskilde Festival Højskole en bred vifte af fag hovedsageligt inden for musik, lyd & lys, design, kunst og ledelse.